# Хинду Махасабха
Акхил Бхарат Хинду Махасабха (хинди हिन्दू महासभा) — националистическое движение и политическая партия в Индии.
Движение Хинду Махасабха было сформировано с целью защитить права индуистской общины в Британской Индии после формирования Всеиндийской мусульманской лиги в 1906 году, и создания правительством Британской Индии отдельного мусульманского электората после реформы Морли-Минто (англ. Morley-Minto Reforms) в 1909 году.
Хотя Хинду Махасабха была образована достаточно давно, она как до, так и после обретения Индией независимости не получила достаточной популярности.

## История

### Происхождение
Формирование Всеиндийской мусульманской лиги в 1906 году и создание правительством Британской Индии отдельного мусульманского электората после реформы Морли-Минто 1909 года послужили катализатором для образования организации по защите прав индийцев.
В 1909 году лидеры Арья-самадж — Лала Ладжпат Рай, Лал Чанд и Шади Лал, — основали «Пенджаб Хинду Сабха» (аналог ассамблеи). Мадан Мохан Малавия был председателем Сабха на первой сессии организации в Лахоре в октябре 1909 года. Лидеры Пенджаб Хинду Сабха заявили, что организация является не сектантской, а «всеобъемлющим движением», которое призвано защищать интересы «всей индуистской общины». 21-22 октября 1909 года в провинции Пенджаб была организована конференция, на которой лидеры Сабха раскритиковали Индийский национальный конгресс за нежелание защищать интересы индийцев, и призвали к пропаганде национальной индуистской политики. Этим движением было организовано пять таких ежегодных провинциальных конференций в Пенджабе.
Со временем похожие организации начали создаваться за пределами Пенджаба, а точнее в Соединённых провинциях, Бихаре, Бенгалии, Центральных провинциях и Бераре и в Бомбейском президентстве.
Формальный ход, объединивший все такие индийские националистические организации в единую «Хинду Сабха» был сделан на сессии конгресса в Аллахабаде в 1910 году. Комитет возглавил Лала Байдж Натх, была предпринята попытка разработки единой конституции, однако эта попытка не увенчалась успехом. На очередной конференции в Аллахабаде (также в 1910 году) лидеры националистических движений основали единую организацию, но эта организация из-за фракционной борьбы просуществовала недолго. 8 декабря 1913 года «Пенджаб Хинду Сабха» приняла резолюцию, объединяющую все движения националистического индийского толка на сессии в Амбале. Конференция предложила созвать генеральную конференцию индийских лидеров со всей Индии в Хардваре в 1915 году.

### Создание
Подготовительные сессии всеиндийского «Хинду Сабха» были проведены в Харидваре (13 февраля 1915), Лакхнау (17 февраля 1915) и Дели (27 февраля 1915). В апреле 1915 года «Хинду Сабха» была сформирована. Ганди и Свами Шраддхананд также присутствовали на конференции и выступили в поддержку формирования общеиндийской организации. Сабха сделала акцент на индийской солидарности и необходимости социальных реформ. Маниндра Чандра Нанди, председатель конференции, заявил, что Сабха будет подчиняться британскому правительству; это заявление было раскритиковано Шраддханандом.
На шестой сессии в апреле 1921 года Сабха стала официально называться «Хинду Махасабха». Под председательством Маниндры Чандры Нанди была внесена поправка в Конституцию, убирающая пункт о лояльности по отношению к англичанам, и был добавлен пункт об управлении организацией «единой и самоуправляющейся» индийской нацией.
Среди ранних руководителей Махасабхи был известный националист и педагог «Пандит Мадан Мохан Малавия», который основал Бенаресский индуистский университет, и борец за независимость Индии Лала Ладжпат Рай. Под председательством Малавия Махасабха агитировала за индуистское политическое единство, с целью организации системы образования и экономического развития, а также для обращения мусульман в индуизм.
В конце 1920-х годов Махасабха попала под влияние таких лидеров, как Балакришна Шиврам Мундже и Винаяк Дамодар Саваркар. Саваркар был революционером, деятельность которого была запрещена из-за его антибританской политической позиции; он выступал против атеизма Конгресса. Под председательством Саваркара Махасабха стала больше критиковать Конгресс и его промусульманскую политику. В 1925 году член Махасабхи Кешав Балирам Хедгевар вышел из состава организации и вступил в Раштрию сваямсевак сангх — другую националистическую индийскую организацию, которая воздерживалась от активной политической деятельности. Несмотря на идеологические сходства Махасабхи и РСС, последняя росла более быстрыми темпами.

### Движение за независимость
Лидеры Хинду Махасабхи не выступали открыто против Британской Индии, поэтому они не оказывали поддержку Индийскому национально-освободительному движению против британского правления в Индии.

#### Движение гражданского неповиновения
Под руководством Махатмы Ганди Конгресс провел несколько общенациональных кампаний ненасильственного гражданского неповиновения. В Махасабхе официально воздержались от участия в движении гражданского неповиновения в 1930 году, ввиду чего авторитет организации упал.

#### Союз с мусульманской лигой и другими
Индийский национальный конгресс одержал решительную победу на индийских провинциальных выборах в 1937 году, потеснив Всеиндийскую мусульманскую лигу и Хинду Махасабха. Однако в 1939 году председатели Конгресса подали в отставку в знак протеста против вице-короля Лорда Линлитгоу, объявившего Индию на стороне союзников во Второй мировой войне, не спрашивая индийский народ. Это подтолкнуло Хинду Махасабха заключить союз с Мусульманской лигой и другими партиями, с целью формирования правительства в определённых провинциях. Такие коалиционные правительства были сформированы в Синде, Северо-Западной пограничной провинции и Бенгалии.

В Синде члены Хинду Махасабха передали власть Гуламу Хуссейну Хидатулле — представителю от мусульманской лиги. По этому поводу Саваркар заявил следующее:
«Я был свидетелем того, что совсем недавно в Синде Синд-Хинду Сабха заключила союз с Лигой, сформировав коалиционное правительство»
 В марте 1943 года правительство провинции Синд стала первой провинциальной ассамблеей, принявшей официальное постановление в пользу создания Пакистана. Несмотря на то, что Хинду Махасабха выступало против любого административно-территориального деления Индии, не говоря уже об отделении Пакистана, правительство Синда, состоящее из членов Махасабхи, не подало в отставку, ограничившись «устным протестом».
В Северо-Западной пограничной провинции члены Хинди Махасабха вместе с Сардаром Аурангзеб Ханом, представителем от мусульманской лиги, сформировали коалиционное правительство в 1943 году. В Мехар Чанд Кханна, член Махасабхи, занял пост министра финансов.
В декабре 1941 года коалиционное правительство было сформировано и в Бенгалии. Саваркар охарактеризовал деятельность коалиционного правительства как успешную.

#### Августовское движение
Хинди Махасабха официально бойкотировали Августовское движение. Винаяк Дамодар Саваркар, президент Хинди Махасабха, даже написал письмо под названием «Придерживайтесь ваших постов» (англ. Stick your Posts), в котором призвал всех руководителей муниципалитетов, членов местных органов власти, законодательных органов или служащих в армии придерживаться своих постов по всей стране и не вступать в Августовское движение.

После официального бойкота Махасабхой Августовского движения, Шьяма Прасад Мукерджи, лидер Хинди Махасабхи в Бенгалии (которая была частью правящей коалиции в регионе), написал письмо британскому правительству о ситуации в стране. В этом письме от 26 июля 1942 года он писал:
 «Позвольте мне теперь обратиться к ситуации, которая может быть создана в провинции в результате широкого распространения движения, организованного Конгрессом. Кто-нибудь, кто во время войны планирует вызвать внутренние волнения или неуверенность в массах, должен противодействовать любому правительству, которое может функционировать в это время»
 Мукерджи в данном письме подтвердил, что Фазлул Хак, председатель бенгальского правительства, вместе со своими коллегами по альянсу, членами Хинди Махасабхи, приложит все возможные усилия, чтобы победить Августовское движение в провинции Бенгалия и сделал конкретное предложение по этому поводу:
 «Вопрос в том, как бороться с этим движением [Августовским] в Бенгалии? Управление провинцией должно осуществляться таким образом, чтобы, несмотря на все усилия Конгресса, это движение не приживалось в народе. Мы способны сделать это, у нас есть министры, которые могут сказать публике, что свобода, за которую Конгресс начал борьбу, уже принадлежит народу. Во время чрезвычайного положения некоторые сферы жизни могут быть ограничены. Индиец должен верить англичанам, он не должен быть за Великобританию из-за того, что британцы могут быть сильнее, а ради поддержания обороноспособности и собственной свободы. Вы, как губернатор, будете работать как Конституционный глава провинции и будете руководствоваться исключительно советами своего министра»
 Даже индийский историк Маджумдар отметил этот факт: 
«Шьям Прасад закончил письмо обсуждением массового движения, организованного Конгрессом. Он выразил опасение, что движение будет создавать внутренние расстройства и представляет угрозу для внутренней безопасности во время войны, и он заявил, что любое правительство у власти обязано подавить его, но по его словам, оно может это сделать только в результате применения силы… В этом письме он назвал несколько шагов, которые необходимо предпринять для решения ситуации…»
Саваркар встретился с Субхаш Чандра Босом в своей резиденции в Мумбаи в 1940 году. Это была первая и единственная встреча Саваркара с Босом. Встреча состоялась по инициативе Боса, который хотел добиться поддержки всех сил для борьбы с британским правлением.

### Убийство Махатмы Ганди
В 1940-х годах Мусульманская лига всё больше желала создания отдельного мусульманского государства — Пакистана. Хотя Конгресс решительно выступал против религиозного сепаратизма, большая популярность Лиги среди мусульман заставили лидеров Конгресса провести переговоры с президентом Лиги — Мухаммадом Али Джинной. Хотя Саваркар и согласился с Джинной, и признал, что индийцы и мусульмане относятся к разным народам, он осуждал Ганди за его попытки провести переговоры с Джинной. После того, как в 1946 году тысячи индийцев погибли в столкновениях с мусульманским населением, Саваркар обвинил Ганди в том, что его приверженность к ненасилию сделала индийцев более уязвимыми перед мусульманами. При разделе Британской Индии, условия которого были согласованы в июне 1947 года, Махасабха обвинила Конгресс и Ганди за то, что они согласились на раздел страны.
30 января 1948 года Натхурам Годзе трижды выстрелил в Махатму Ганди в Дели, в результате полученных ранений Ганди скончался. Годзе и его сообщники Дигамбар Бадже, Гопал Годзе, Нараян Апте, Вишну Рамкришна Каркаре и Мадан Лал Пахва оказались членами Махасабха. Вместе с ними полиция арестовала и Саваркара, который подозревался в том, что был вдохновителем заговора. Во время заседания суда были вынесены обвинительные приговоры в отношении всех фигурантов дела кроме Саваркара, который был полностью оправдан, хотя имеются доказательства того, что заговорщики встречались с Саваркар всего за несколько дней до убийства Ганди и получили его «благословение». Капурской комиссией в 1967 году было установлено, что Саваркар был в тесном контакте с заговорщиками в течение многих месяцев.

### После убийства
Популярность Махасабхи резко упала, так как члены движения (в частности Саваркар и Годзе) обвинялись в убийстве Махатмы Ганди. Один из самых ярких членов движения, Шьяма Прасад Мукерджи, покинул партию и создал партию «Бхаратия джана сангх», на базе которой впоследствии была создана «Бхаратия Джаната парти» — националистическая политическая партия, одна из двух ведущих общенациональных партий Индии по состоянию на 2010-е годы. Махасабха сохраняет присутствие в некоторых частях штата Махараштра, в других частях страны её влияние очень мало.

## Идеология
Хотя Хинди Махасабха и не призывала к исключению других религиозных общин, в Индии её часто сравнивают с Хинду Раштра (хиндутвой). Несколько раз в своей истории целью движения провозглашалось «повторное обращение мусульман и христиан в индуизм». Хинди Махасабха выступает против вестернизации, поскольку считает, что она негативно влияет на индийскую молодёжь и культуру. Она призывает к возрождению санскрита и первичности хинди. Махасабха выступает против социализма и коммунизма.
Хотя Махасабха выступает против неприкасаемости и кастовой дискриминации, она продолжает поддерживать кастовую систему. Несмотря на то, что Винаяк Дамодар Саваркар был за отмену всей кастовой системы, членами Махасабхи в большинстве своём являются брахманы, выступающие против этой отмены.

### Хиндутва
Махасабха пропагандирует принципы хиндутвы — индуистской националистической идеологии, разработанной её главным идеологом — Винаяком Дамодаром Саваркаром. Хотя в целом Махасабха поддерживает индийский национальный конгресс в своих усилиях по достижению национальной независимости, она критиковала Конгресс за приверженность к ненасилию, гражданскому неповиновению и секуляризму, а также за её усилия по интеграции мусульман и вступление в диалог с сепаратистами Всеиндийской мусульманской Лиги.

### Текущие идеологические позиции
В 2015 году вице-президент Хинду Махасабха Садхви Дэва Тхакур вызвала бурные споры в индийском обществе, заявив, что мусульмане и христиане должны пройти стерилизацию, чтобы уменьшить угрозу индусам. Она сказала: «население мусульман и христиан растет с каждым днем. Чтобы ограничить рост численности населения, центр будет вынужден ввести чрезвычайное положение, а мусульмане и христиане будут вынуждены пройти стерилизацию».